# Podemos
Podemos (deutsch „Wir können“) ist eine spanische linkspopulistische, im Frühjahr 2014 gegründete Partei,
die aus der Bewegung des 15-M (Proteste in Spanien 2011/2012) hervorgegangen ist.
Parteiführer war bis Juni 2021 Pablo Iglesias Turrión, ihm folgte Ione Belarra nach.
Die Partei kandidierte erstmals für die Europawahl in Spanien 2014, als sie erst vier Monate bestand. Sie erhielt 1.253.837 (7,98 %) der Stimmen und fünf Abgeordnetensitze im Europaparlament.
Bei den Parlamentswahlen am 20. Dezember 2015 erreichte Podemos 20,7 % und war damit die drittstärkste Fraktion im Parlament; nach Scheitern aller Koalitionsbemühungen wurde die Partei in den Parlamentswahlen am 26. Juni 2016 (im Wahlbündnis mit der kommunistischen Izquierda Unida unter dem Namen Unidos Podemos) mit 21,1 % erneut drittstärkste Fraktion. Bei den Parlamentswahlen im April 2019 wurde das Wahlbündnis Unidas Podemos mit 14,3 % viertstärkste Fraktion
Nach Scheitern einer Regierungsbildung fanden am 10. November 2019 vorgezogene Parlamentswahlen statt. Unidos Podemos erhielt 12,9 % der Stimmen. PSOE und Unidos Podemos einigten sich auf eine Regierungskoalition; Pedro Sánchez wurde am 7. Januar vom Abgeordnetenhaus zum spanischen Ministerpräsident gewählt, trat am 8. Januar nach der Vereidigung sein Amt an und bildete das Kabinett Sánchez II.
Podemos stellte zwei von 24 Ministern: den Minister für Gleichstellung (Irene Montero) und den Minister für soziale Rechte und die Agenda 2030 (bis 31. März 2021 Pablo Iglesias, seitdem Ione Belarra).

## Geschichte

### Entstehung
Der Ursprung von Podemos ist im Manifest Mover ficha: convertir la indignación en cambio político („Spielstein bewegen: Die Empörung in politische Veränderung verwandeln“) zu finden, das am Wochenende vom 12. bis 13. Januar 2014 vorgestellt und von der digitalen Zeitung Público verbreitet wurde. Das Manifest war von knapp 30 Intellektuellen, Persönlichkeiten der Kultur, Journalisten und sozialpolitischen Aktivisten unterzeichnet worden, unter ihnen Juan Carlos Monedero, Professor für Politikwissenschaften an der Universidad Complutense de Madrid (UCM); der Schauspieler Alberto San Juan; Jaime Pastor, Dozent für Politikwissenschaften an der UNED; der Schriftsteller und Philosoph Santiago Alba Rico; der Gewerkschafter der Corriente Sindical de Izquierda, Cándido González Carnero, sowie Bibiana Medialdea, Dozentin für Angewandte Ökonomie an der UCM. In diesem Manifest wurde auf die Notwendigkeit hingewiesen, eine Kandidatur aufzustellen, die im Mai jenes Jahres mit dem Ziel teilnehmen könne, von linken Positionen aus der EU-Politik bezüglich der spanischen Wirtschaftskrise entgegenzutreten.
Obwohl er nicht zu den Unterzeichnern des Manifests zählte, wurde am 14. Januar angekündigt, dass Pablo Iglesias, damals noch Dozent für Politikwissenschaften an der UCM, politischer Analyst und Fernsehkommentator, an der Spitze der Bewegung stehen werde. Die neu entstandene Bewegung war von der Partei Izquierda Anticapitalista („Antikapitalistische Linke“) artikuliert worden, die in ihrer internen Dokumentation das Manifest Mover ficha entworfen, die Phasen für die Lancierung der neuen Bewegung gestaltet und als entscheidenden Faktor für den Erfolg der Initiative „die Präsenz einer Reihe von Persönlichkeiten mit Medienresonanz als öffentliches Gesicht des Vorhabens“ vorgesehen hatte.
Zu den von Pablo Iglesias hervorgehobenen programmatischen Punkten zählten die Aufhebung des Paragraphen 135 der spanischen Verfassung, die im September 2011 auf Initiative des damaligen Ministerpräsidenten José Luis Rodríguez Zapatero und mit Unterstützung der PSOE und der PP reformiert worden war; volle Anwendung des Paragraphen 128 derselben Verfassung (Toda la riqueza del país en sus distintas formas y sea cual fuere su titularidad está subordinada al interés general „Der gesamte Reichtum des Landes in seinen unterschiedlichen Formen und was auch immer seine Rechtsform sein möge, untersteht dem allgemeinen Interesse“), da diesem, so Iglesias’ Meinung, nicht nachgekommen werde; Beibehaltung des öffentlichen Charakters der Bildung und der Gesundheit; Erhöhung der Löhne und Reindustrialisierung; Schaffung eines Bestandes an öffentlichen Wohnungen und rückwirkende Anwendung der dación en pago (Gesamtschuldentilgung durch Wohnungsübereignung); sowie Widerstand gegen eine restriktive Reform des Schwangerschaftsabbruchsgesetzes. Die Bewegung forderte darüber hinaus die Abschaffung der Ausländergesetze, den Austritt Spaniens aus der NATO und plädierte für das Recht Kataloniens, über seine Unabhängigkeit selbst zu entscheiden.

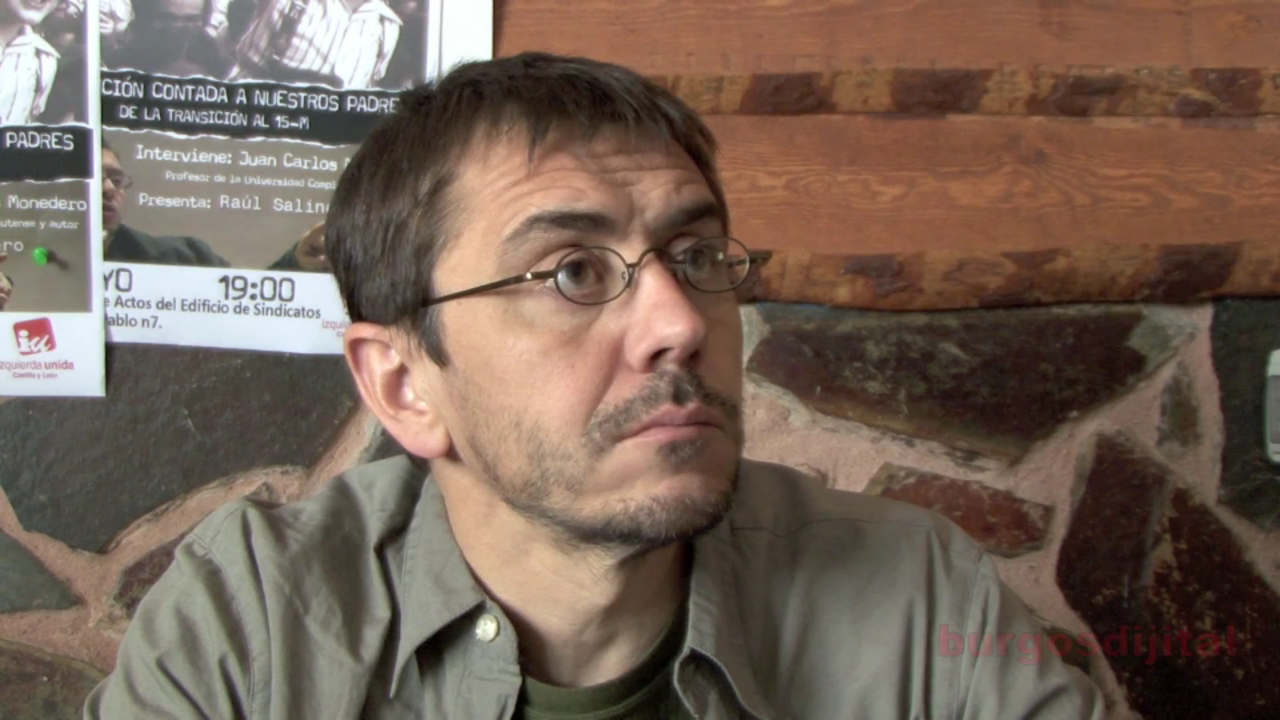
Juan Carlos Monedero, einer der Initiatoren von Podemos

Die Podemos-Bewegung wurde offiziell erstmals am 17. Januar 2014 vorgestellt. Es gab eine Presserunde, an der hunderte Personen teilnahmen, mit Beiträgen unter anderen von Pablo Iglesias, Juan Carlos Monedero, der Gewerkschafterin der USTEA (Gewerkschaft der Bildung), Aktivistin der Bewegung für die öffentliche Bildung Marea Verde und Mitglied der Izquierda Anticapitalista
Teresa Rodríguez; der Psychiaterin Ana Castaño, Mitglied der Marea Blanca; des Forschers und Analysten Íñigo Errejón sowie des Sozialaktivisten Miguel Urbán, Mitglied und Spitzenkandidat der Liste der Izquierda Anticapitalista bei den spanischen Parlamentswahlen 2011 für Madrid. Das grundlegende Ziel war es, den Kürzungen des Sozialbudgets entgegenzutreten, die infolge der Wirtschaftskrise, die das Land durchmachte, durchgeführt wurden.
Um das Projekt weiter voranzutreiben und bei der Europawahl im Mai 2014 zu kandidieren, hatten die Initiatoren sich selbst drei Bedingungen auferlegt: dass sie auf der Webseite der Organisation die Unterstützung von mindestens 50.000 Personen entgegennehmen; dass sowohl die Kandidaturen als auch das politische Programm des Projekts durch offene Teilnahme angefertigt werden und dass die Einheit mit anderen linken Parteien und Bewegungen angestrebt wird, wie zum Beispiel mit der Izquierda Unida, der CUP, der Partido X, dem Sindicato Andaluz de Trabajadores (SAT), der Anova oder mit den Bürgerinitiativen der mareas. Die Initiatoren des Projekts erklärten, die Unterschriften seien in weniger als 24 Stunden zusammengekommen.

### Europawahl 2014

#### Aufstellung der Kandidatur

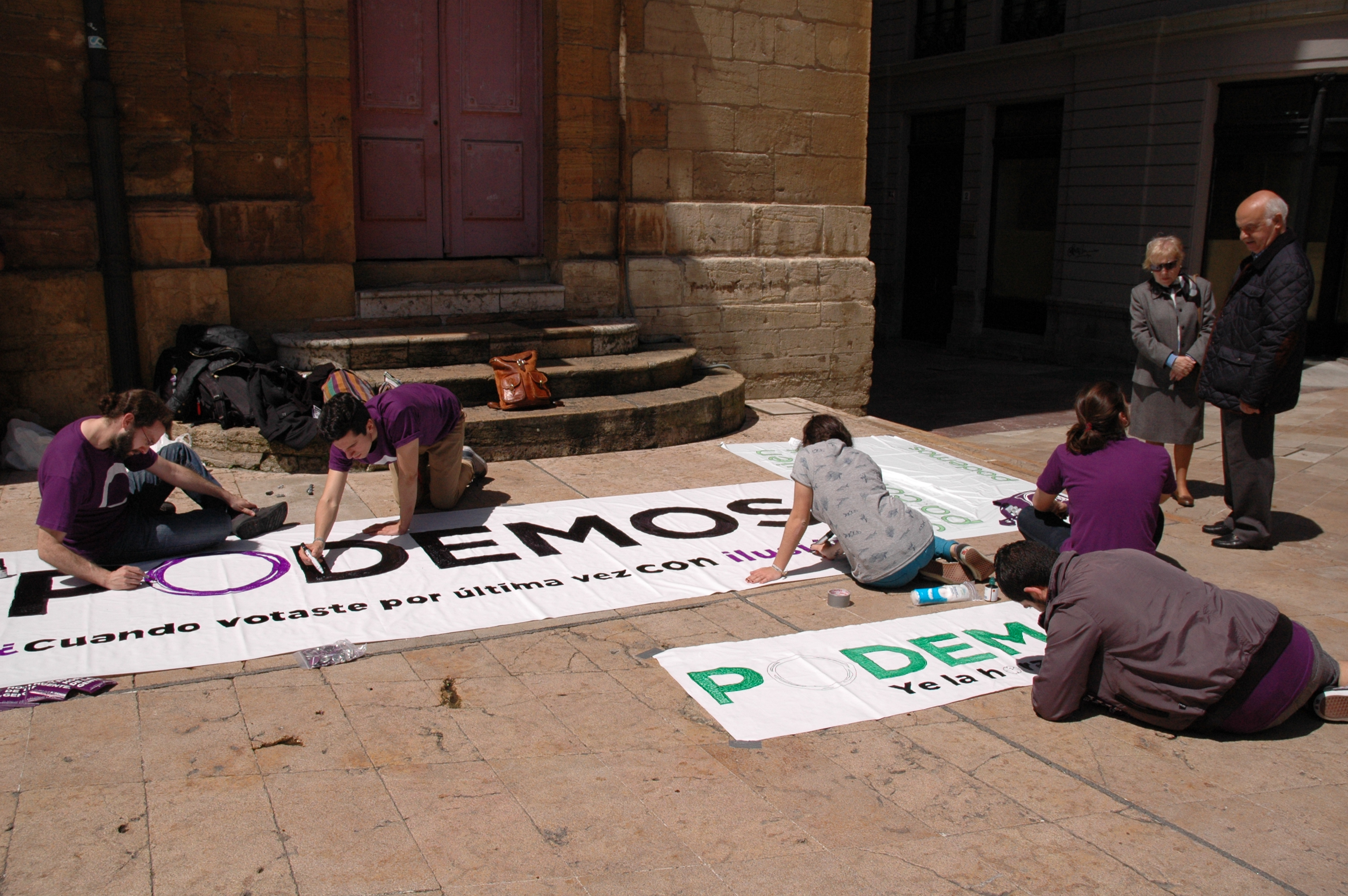
Podemos-Aktivisten in Oviedo während des Vorwahlkampfs zur Europawahl 2014

Von Beginn an, ab dem Zeitpunkt der Vorstellung, zeigte Podemos die Bereitschaft, eine einheitliche Kandidatur gemeinsam mit anderen linken Parteien und mit Gegnern des sozialen Abbaus aufzustellen. Am 4. Februar kündigte Red Ciudadana Partido X ihre Absicht an, technologische Unterstützung für Podemos bereitzustellen, damit diese ihre Methodologie der Bürgerteilnahme bei der Anfertigung des Wahlprogramms entwickeln könnte. Allerdings fügte Partido X ebenso hinzu, dass, obwohl beide Vorschläge einen „Bruch mit dem jetzigen Parteienmodell“ darstellten, aus der Mitarbeit nicht die Gestaltung einer gemeinsamen Liste folge.
Am 24. Februar 2014, trafen sich Podemos und Izquierda Unida mit dem Ziel, die Möglichkeit einer Einheitskandidatur zu sondieren. Auf der Sitzung konnten Übereinstimmungen zwischen beiden Organisationen festgestellt werden, aber auch Abweichungen der Ansichten zu den Methoden für die Aufstellung der Kandidaturen. Während Podemos für die Durchführung offener Vorwahlen plädierte, trat Izquierda Unida dafür ein, dass die an der Kandidatur teilnehmenden Parteien den Spitzenkandidaten bestimmen sollten.
Keine der unterschiedlichen Möglichkeiten kristallisierte sich schließlich heraus. Mit Izquierda Unida waren die Unstimmigkeiten bezüglich der Art und Weise, eine Kandidatur aufzustellen, unüberwindbar und obwohl IU die Möglichkeit einer Einigung aufrechterhielt wies Podemos schließlich diese Option zurück. Wenngleich Sí se puede por Tenerife das Entstehen von Podemos schätzte, entschied sie, nicht zur Europawahl zu kandidieren und keine der Kandidaturen mit einem Stimmenaufruf zu unterstützen. Anova ihrerseits bevorzugte es, mit Izquierda Unida zu paktieren, ihrem Partner in der Alternativa Galega de Esquerda, während Partido X schließlich alleine kandidierte und Equo sowie Demos + sich der Compromís im Bündnis Primavera Europea anschlossen.

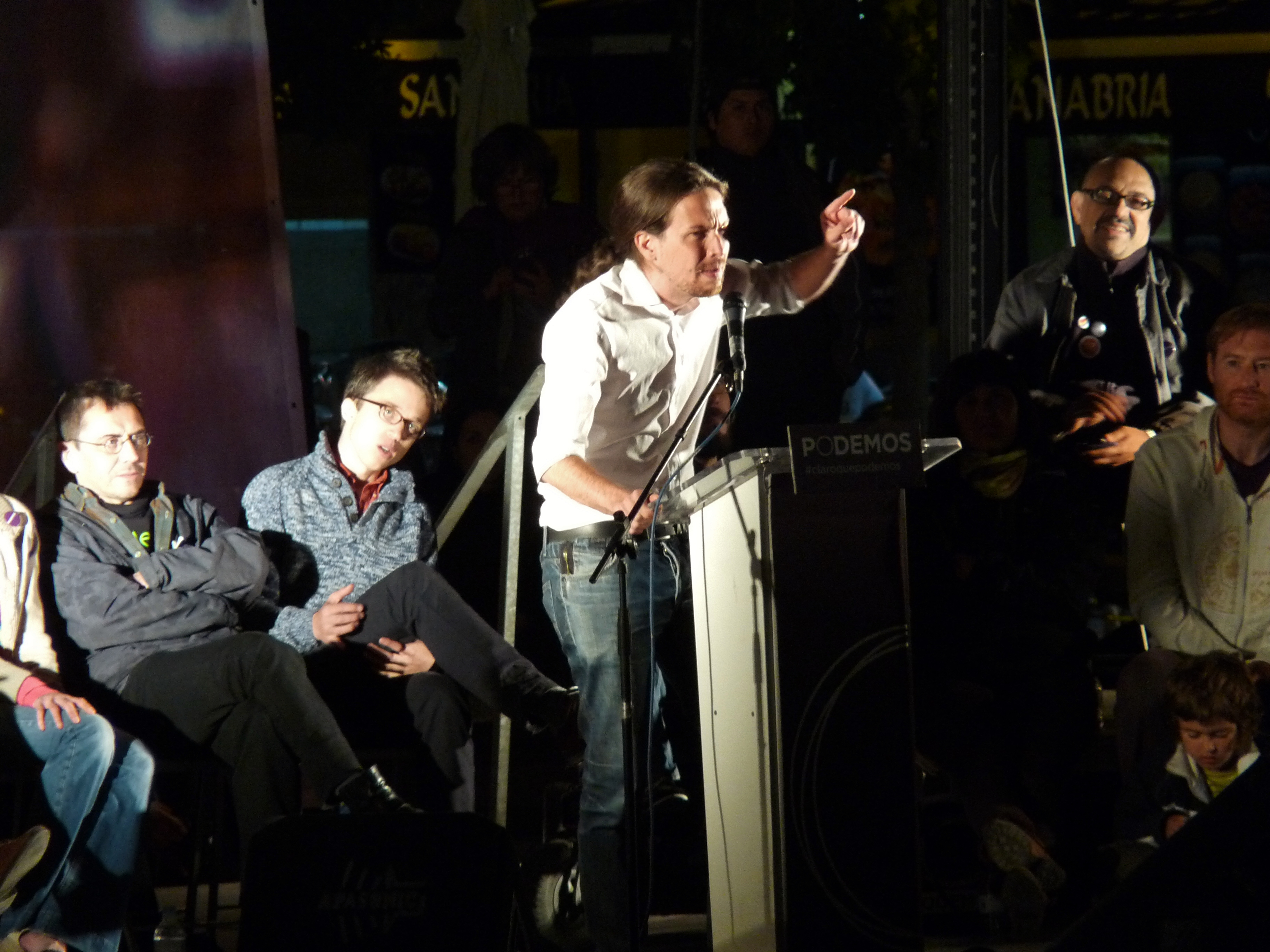
Pablo Iglesias Turrión in der Veranstaltung am 23. Mai in Madrid zum Ende des Wahlkampfs von Podemos zur Europawahl 2014

Nach dem Scheitern der Verhandlungen kündigte Podemos seine Absicht an, alleine zu kandidieren und ein offenes Vorwahlverfahren durchzuführen, an dem auch Nicht-Mitglieder teilnehmen dürften, sowohl anwesend als auch über das Internet. Davor wurde Podemos am 11. März förmlich als politische Partei in das Register der Politischen Parteien des Spanischen Innenministeriums eingetragen, obwohl die Organisation sagte, sie tue es wegen des «legalen Imperativs», um zur Europawahl kandidieren zu dürfen – eine Partei braucht ein Zehntel der Unterzeichner als eine informelle Wählergruppierung – und da «wir keine Partei sind».
Das Vorwahlverfahren fand an fünf Tagen (Ende März bis Anfang April) statt und es nahmen, nach Auskunft der Veranstalter, ca. 33.000 Menschen daran teil. Die Kandidaten mussten von einem der Podemos-Kreise (Círculos Podemos) vorgestellt werden, um kandidieren zu dürfen. Um als Kandidat für die Liste in den Vorwahlverfahren zu konkurrieren, benötigte man die Unterstützung eines Kreises. Die Kreise konnten jeweils bis zu drei Kandidaten vorschlagen. Pablo Iglesias wurde mit mehr als 60 % der Stimmen als Spitzenkandidat gewählt. Der zweite Platz wurde von Teresa Rodríguez, Gewerkschafterin und Mitglied der Izquierda Anticapitalista erlangt, und als Dritter kam der ehemalige Staatsanwalt der Antikorruptions-Staatsanwaltschaft Carlos Jiménez Villarejo – er erklärte allerdings, dass er lediglich kandidiere, „um die Partei zu fördern“, und dass er, auch wenn gewählt, „auf keinen Fall ins Europäische Parlament gehen würde“. Weiterhin wurden auch Lola Sánchez, arbeitslos, und Pablo Echenique, Forscher des CSIC gewählt. Obwohl sie keine internationale Zugehörigkeit oder Mitgliedschaft besitzt, erklärte Podemos dennoch seine Absicht, für Alexis Tsipras, den Kandidaten der Europäischen Linken, als Präsidenten der Europäischen Kommission zu stimmen.

#### Wahlkampf
Den in der Wahlgesetzgebung festgelegten Voraussetzungen zufolge mussten Parteien ohne Vertretung im Parlament 15.000 Unterstützer vorweisen, damit sie zur Europawahl kandidieren durften. Eine Woche vor dem Ende der Frist erklärte Podemos, die benötigten Unterzeichner bereits zu haben. Die einzigen Parteien, die die Podemos-Kandidatur explizit unterstützten, waren Izquierda Anticapitalista und Compromisu por Asturies; wenngleich die Partei Partido del Trabajo Democrático auch einen Stimmaufruf sowohl für Izquierda Unida als auch für Podemos machte.

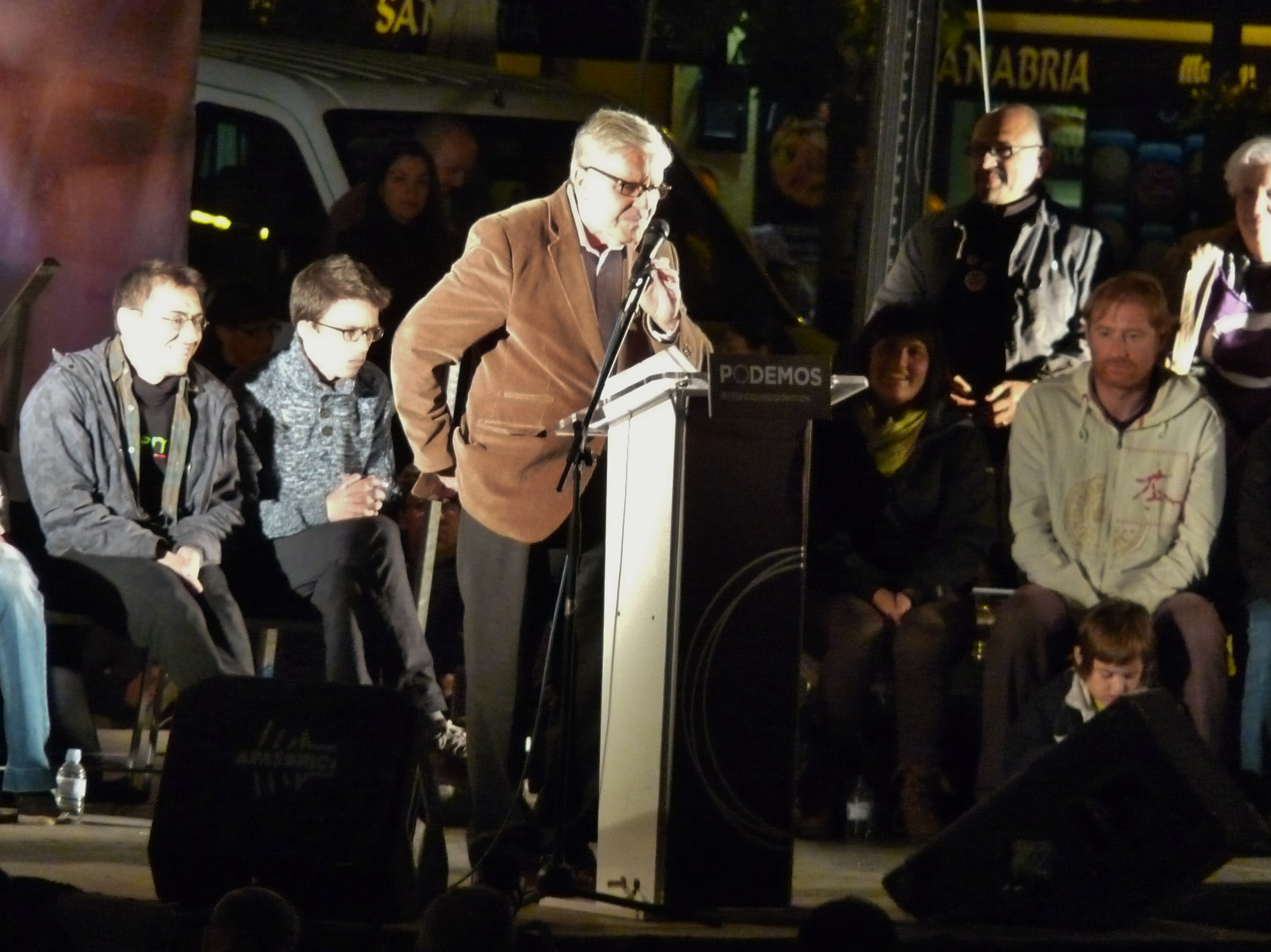
Carlos Jiménez Villarejo bei der Veranstaltung zum Wahlkampfabschluss

Die während des Wahlkampfs veröffentlichten Meinungsumfragen zeigten Podemos an der Schwelle, eine Vertretung im Parlament zu erlangen, während einige doch Parlamentssitze voraussagten, schlossen andere diese Möglichkeit aus. In der Umfrage des Sozialforschungsinstituts Centro de Investigaciones Sociológicas (CIS) erreichte die Kandidatur geschätzte 1,8 % und einen Parlamentssitz. Es handelte sich um eine der acht einzigen Formationen, die laut CIS eine Vertretung erlangen würden, und darunter um die einzige, der zum Zweck dieser Wahlen eigens gebildeten Formation.
Die größten Auseinandersetzungen in Bezug auf die Kandidatur waren die über die Teilnahme von Jorge Verstrynge und über das Logo von Podemos. Verstrynge, ehemaliger Generalsekretär der Alianza Popular, der sich später hin zu linken Positionen entwickelte, wurde von seinem Kollegen Pablo Iglesias – beide sind Dozenten an der Universidad Complutense de Madrid – eingeladen, an einer Veranstaltung der neuen Partei teilzunehmen. Ein Sektor der Organisation kritisierte seine Teilnahme, weil seine Haltung bezüglich der Einwanderungsfrage keinen Platz in der Bewegung finde. Angesichts der ausgelösten Polemik, nahm Verstrynge an keiner Veranstaltung teil. Andererseits benutzte Podemos als Logo für die Stimmzettel das Gesicht von Pablo Iglesias, was Kritik in sozialen Netzwerken hervorrief. Diese Maßnahme wurde von Podemos damit begründet, eigenen Studien sowie den von den Medien veröffentlichten Umfragen zufolge sei Pablo Iglesias bei den Bürgern viel bekannter als seine eigene Partei, und sein Bild werde auch nur für diese Wahl und nicht für die Partei an sich als Logo genommen.
Sowohl Iglesias als auch andere Podemos-Mitglieder bezeichnen Anhänger und Mitglieder der etablierten Parteien konsequent als eine „Kaste“. Ebenso charakteristisch für die Partei ist die Verehrung für Menschen, die während des Spanischen Bürgerkriegs auf Seiten der Republikaner standen, und das Singen der bei Republikanhängern beliebten alten Kampflieder auf ihren Veranstaltungen.

#### Ergebnisse

Ergebnisse von Podemos in den Autonomen Gemeinschaften Spaniens in der Europawahl 2014

Zur vierten politischen Kraft geworden, mit einem Stimmenergebnis von 7,97 % und der Erlangung von fünf Parlamentssitzen, wurde Podemos von mehreren Medien als „die Überraschung“ der Wahlen bezeichnet.
Podemos erlangte in ganz Spanien eine bedeutende Stimmenanzahl. Die besten Ergebnisse von über 10 % erreichte die Partei in Asturien, Madrid, auf den Kanarischen Inseln und den Balearen. Sie wurde mit dem drittbesten Stimmergebnis in fünf Autonomen Gemeinschaften dritte Kraft, darunter in Madrid.
Die schlechtesten Ergebnisse gab es in Kastilien-La Mancha und Extremadura, wo PSOE und IU bessere Ergebnisse erzielten als im Rest des Landes. Ebenfalls schlecht schnitt die neue Partei in Katalonien und dem Baskenland ab, wo es ein vom Rest des Landes abweichendes Parteiensystem gibt, sowie allgemein in jenen Autonomen Gemeinschaften, in denen ein breiteres Angebot an politischen Parteien besteht. Dennoch erhielt sie in Barcelona über 5 % der Stimmen, 6 % im Baskenland. In den traditionell eher rechtswählenden Gemeinschaften Valencia und Galicien erhielt sie mehr Stimmen als die dortigen Rechtsparteien, der Compromís bzw. der Bloque Nacionalista Galego.
| Wahljahr | Partei  | Europäisches Parlament | Europäisches Parlament | Europäisches Parlament | Europäisches Parlament |
| Wahljahr | Partei  | Stimmenzahl            | %                      | Parlamentssitze        | ±                      |
| -------- | ------- | ---------------------- | ---------------------- | ---------------------- | ---------------------- |
| 2014     | Podemos | 1.245.948              | 7,97 (Platz 4)         | 5/54                   | Neu                    |

Insgesamt gewann die Partei fünf Mandate für das EU-Parlament und entsendete die folgenden Abgeordneten in das Parlament:
- 1. Pablo Iglesias (35): Politik- und Rechtswissenschaftler, bis Juli 2014 Dozent an der Universidad Complutense de Madrid – das bekannteste Gesicht der politischen Initiative, Moderator des Internet-Programms „La Tuerka“ („Die Schraubenmutter“)
- 2. Teresa Rodríguez (32): Lehrerin und Sozialaktivistin.
- 3. Carlos Jiménez Villarejo (78): ehemaliger Vorsitzender der Antikorruptionsstaatsanwaltschaft. Wie er bereits vor der Wahl erklärte, trat er von seinem Parlamentssitz kurz danach zurück. Nachrücker sollte die Berufschullehrerin Tania González (31) sein.[50]
- 4. Lola Sánchez (36): Diplom-Politologin, arbeitete in Irland, Schottland und in den USA in verschiedenen Berufen (Geschirrspülerin, Kellnerin und Spanischlehrerin).
- 5. Pablo Echenique-Robba (35): Naturwissenschaftler (CSIC-Mitglied)

Was die „Typologie“ der Podemos-Wähler anbelangt, wies José Fernández-Albertos, ordentlicher wissenschaftlicher Mitarbeiter des Instituts für Politik und öffentliche Güter (Instituto de Políticas y Bienes Públicos) des CSIC, auf der Grundlage der Vorwahlumfragen des CIS und vorläufigen Teilergebnissen, vor allem aus Madrid, auf folgende Tendenzen hin: dass Podemos die Aktivierung von Wählern gelang, die sich unter anderen Umständen enthalten hätten; dass ein Substitutionseffekt bezüglich der PSOE festgestellt werden konnte, dem zufolge Podemos dort mehr Stimmen erzielte, wo die Ergebnisse der Sozialisten am meisten sanken; dass es sich hierbei um „junge Stimmen“ handelte, wobei mehr als ein Viertel der Podemos-Wähler jünger als 30 Jahre alt waren, und schließlich, dass eine bedeutsame positive Korrelation zwischen den Arbeitslosenzahlen und den Stimmen für Podemos existierte, folglich: Je mehr Arbeitslosigkeit in einem Gebiet besteht, desto höher war der Prozentsatz der von Podemos erhaltenen Stimmen.
Den Ergebnissen einer im Auftrag der Zeitung El País vom Meinungsforschungsunternehmen Metroscopia durchgeführten Umfrage zufolge ist das Wählerprofil von Podemos „verblüffend“, da es den Glauben widerlege, eine Mehrheit der Wähler bestehe aus jungen Leuten und antisystemischen Aktivisten. Nach der Umfrage hingegen sind 66 % der Podemos-Wähler älter als 35 Jahre, mehrheitlich Männer (56 % männlicher Stimmen), mit Ausbildungsniveau gleich oder höher als Abitur (das spanische Äquivalent heißt „bachillerato“) – keiner der Befragten gab ein Bildungsniveau unter dem zweiten Grad an – und mehrheitlich arbeitende Menschen (50 %, gegenüber 22 % Arbeitslosen, 15 % Studenten und 9 % Rentner). Ein Drittel der Podemos-Wähler hatte zuvor bei der Europawahl 2009 für die PSOE gestimmt und 30 % hatten sie bei den spanischen Parlamentswahlen 2011 unterstützt. Ideologisch positionierten sich die Podemos-Wähler leicht mehr Richtung Mitte als die von ihnen selbst der IU beigemessenen Position, und 25 % hatten vor, bei den nächsten spanischen Parlamentswahlen für diese Koalition zu stimmen. 60 % hatten bis zum letzten Moment gezweifelt, welche Partei sie nun wählen sollten.
Wie sie während des Wahlkampfs erklärt hatten, schlossen sich die fünf Europaabgeordneten der Konföderale Fraktion der Vereinten Europäischen Linken/Nordische Grüne Linke an.

#### Reaktionen
Der Erfolg von Podemos bei der Europawahl wurde Anlass für vielfältige Analysen und Reaktionen. Die Nachricht schaffte es auf die Titelblätter einiger der wichtigsten spanischen Tageszeitungen. Wie zu erwarten, waren Politiker und Kommentatoren hierzu geteilter Meinung. Von IU kamen Glückwünsche und die Einladung, einen großen Linksblock zu bilden. Andere Parteien äußerten ihre Sorge bezüglich des Aufschwungs der Podemos. So behauptete Rosa Díez von der UPyD, es gäbe programmatische Übereinstimmungen von Podemos mit der griechischen Linkskoalition Syriza, mit der italienischen Fünf-Sterne-Bewegung von Beppe Grillo und gar mit der rechtsextremen französischen Front National von Marine Le Pen, während die Sprecherin der Volkspartei María Dolores de Cospedal García in den Resultaten eine Radikalisierung der linken Wählerschaft sah. Die Politikerin der Partido Popular, Esperanza Aguirre, bezichtigte Pablo Iglesias, „den Castrismus, den Chavismus und ETA“ zu unterstützen.
Ab Ende 2013 war von Kontakten Iglesias’ mit der Linksregierung Venezuelas und deren Geldzuwendungen berichtet worden. Die in Lateinamerika tätige Stiftung Centro de Estudios Políticos y Sociales, mit der Iglesias verbunden ist, war beratend für die venezolanische Regierung tätig und erhielt für diese Beratungstätigkeit Gelder. Im Wahlkampf 2016 wurde in mehreren Medien über Vorwürfe berichtet, dass Iglesias heimliche Zahlungen der venezolanischen Regierung über eine der Steueroase erhalte habe. Die Dokumente hierzu erwiesen sich später als Fälschung. Der berichtende Journalist Antonio García Ferreras bestätigte in einem 2022 geleakten Gespräch von damals, dass er eine wahrscheinliche Fälschung berichten werde.

### Ansteigen der Popularität

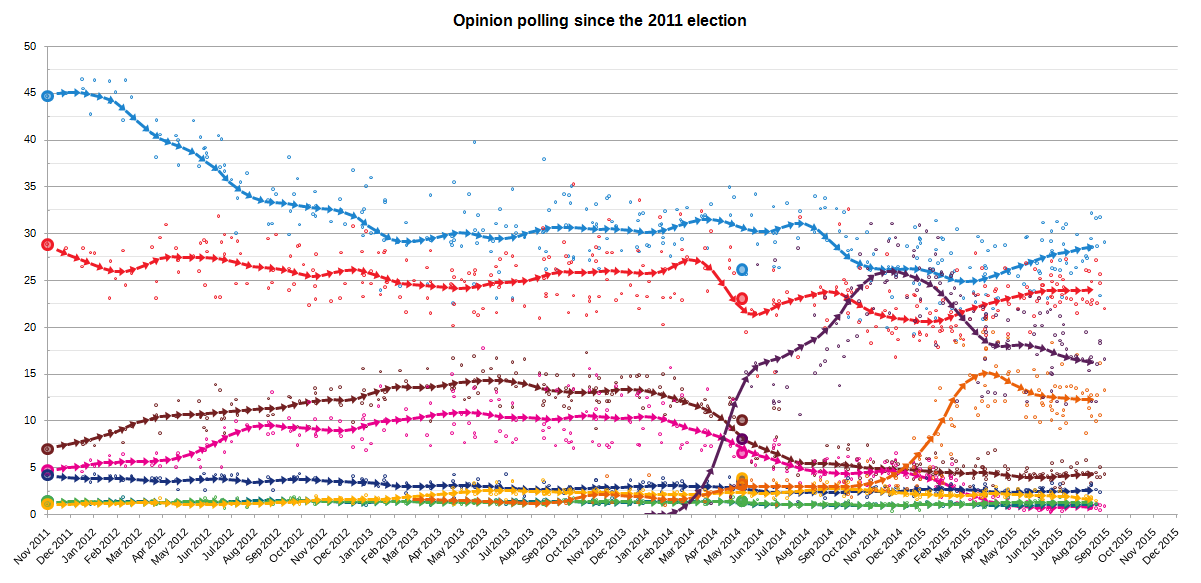
Entwicklung der Umfragewerte in Spanien seit der Parlamentswahl 2011. Der blaue Graph stellt die PP dar, der rote die PSOE und der violette Podemos.

Nachdem Podemos als viertstärkste politische Kraft bei den Europawahlen hervorgegangen war, wurde über sie vermehrt medial berichtet. Der Hashtag Pablo Iglesias war das Nummer 1 Trend-Thema auf Twitter am Tag nach den Wahlen und Pablo Iglesias Turrión erschien auf der Titelseite der wichtigsten spanischen Zeitungen. Vor den Wahlen war Podemos bereits in den sozialen Netzwerken die beliebteste Partei. Zwischen Mai und Juli 2014 stieg die Zahl der Facebook-Fans von 100.000 auf 600.000. Zwei Monate nach der Wahl ging Podemos in der im Juli durchgeführten vierteljährlichen Umfrage „GUS“ als zweitstärkste Partei hervor und lag damit vor der PSOE, aber 0,9 % hinter der PP.
Ende Juli begann Podemos mit der Aufnahme von Parteimitgliedern. Innerhalb der ersten 48 Stunden registrierten sich 32.000 Menschen kostenlos auf der Podemos-Webseite. Nach 20 Tagen hatte Podemos bereits rund 100.000 Mitglieder und wurde, gemessen an der Mitgliederzahl, die drittgrößte spanische Partei, größer als IU, UPyD, CiU und PNV. Im August 2014 hatte Podemos um 442.000 mehr Anhänger auf Facebook („Likes“) als alle anderen Parteien zusammen (708.763), sowie mehr als 2,6 Millionen Zugriffe auf seinen YouTube-Kanal. Das Interview mit Pablo Iglesias in Viajando con Chester, im September 2014, hatte fast 3 Millionen Zuschauer. Es war mit 14,5 % Zuschaueranteil die meistgesehene Sendung zu dieser Zeit. Kurz darauf erzielte die Sendung La Sexta Noche (in dem Pablo Iglesias ebenfalls interviewt wurde) mit einem Marktanteil von 16,2 % einen neuen historischen Höchstwert. Iglesias’ Auftritt verschaffte der Sendung die höchste je gemessene Einschaltquote von 23,8 % und 5 Millionen Zuschauer. Ende Oktober hatte Podemos bereits mehr als 200.000 Mitglieder. Am 2. November 2014 veröffentlichte El País eine Meinungsumfrage, der zufolge Podemos mit 27,7 % zur beliebtesten Partei Spaniens aufgestiegen war, im Vergleich zu 26,2 % für die sozialistische PSOE und 20,7 % für die konservative Partido Popular. Derselben Umfrage zufolge hatten 22,2 % der Spanier die konkrete Absicht, ihre Stimme bei der nächsten Wahl Podemos zu geben, im Vergleich zu 13,1 % für PSOE und 10,4 % für PP.

### Regional- und Kommunalwahlen 2015
Bei der vorgezogenen Regionalwahl in Andalusien am 22. März, bei der Podemos mit Teresa Rodríguez als Spitzenkandidatin zum ersten Mal für das Parlament einer Autonomen Gemeinschaft antrat, erzielte sie auf Anhieb knapp 15 % der Stimmen und 15 Mandate.

### Parlamentswahlen 2015, 2016 und 2019
Bei den Parlamentswahlen am 20. Dezember 2015 erhielt Podemos 65 von 350 Sitzen im Abgeordnetenhaus und 23 von 265 Sitzen im Senat, verfehlte aber damit ihr selbstgestecktes Ziel, die sozialistische PSOE zu übertreffen und zweitstärkste Fraktion im Parlament zu werden. Nach der Wahl scheiterte eine Regierungsbildung; es gab vorgezogene Neuwahlen im Juni 2016. Zuvor bildete sich ein Wahlbündnis namens Unidos Podemos; es erhielt 71 von 350 Sitzen im Abgeordnetenhaus.
Unter der Regierung von Mariano Rajoy war Podemos in der Opposition. Als die PSOE nach einem Misstrauensantrag im Oktober 2017 unter Pedro Sánchez eine neue Minderheitsregierung bildete, wurde diese von Podemos (und anderen Kleinparteien, insbesondere die katalanischen separatistischen Parteien ERC und JxCat) mitgetragen; Podemos stimmte auch mit der regierenden PSOE in der Haushaltsdebatte 2018, trotzdem bekam die Regierung keine Mehrheit im Parlament, da ERC und JxCat dagegen stimmten. Die Regierung rief daraufhin Parlamentneuswahlen für den 28. April 2019 aus.
Bei diesen wurde Podemos (bzw. ihr Wahlbündnis mit der Bezeichnung Unidas Podemos) mit 14,3 % und 42 Mandaten erneut viertstärkste Fraktion, musste aber Stimmenverluste hinnehmen.

### Ab 2021
Nach dem Rückzug von Parteigründer Iglesias Turrión aus der Politik wählten die Parteimitglieder Mitte Juni 2021 Ione Belarra, künftige Ministerin für soziale Rechte, und Vize-Regierungschefin Yolanda Díaz zur Doppelspitze der Partei.
Im Oktober 2023 erklärte Podemos-Generalsekretärin Ione Belarre, Israel begehe Völkermord an den Palästinensern, der israelische Regierungschef Benjamin Netanjahu müsse deshalb vom Internationalen Strafgerichtshof abgeurteilt werden.

## Konflikt um Katalonien
Prinzipiell unterstützt Podemos die katalanische Forderung, ein Referendum über die staatliche Souveränität Kataloniens zuzulassen, obwohl dies die spanische Verfassung ausschließt. Die Führung von Podemos erklärte, ein derartiges Referendum sei „ein demokratisches Grundrecht“; dennoch lehnte die Partei das Referendum vom 1. Oktober 2017 und eine mögliche Unabhängigkeitserklärung Kataloniens ab; nur ein legales, gemeinsam beschlossenes und reguläres Referendum könne die Einheit Spaniens garantieren.

## Pressestimmen
Die Partei wurde von den Nachrichten- und Presseagenturen Reuters und Associated Press in die politische Linke eingeordnet sowie als eine „linksradikale“ Formation in Financial Times und der spanischen Zeitung ABC (letztere in Verbindung mit der Kandidatur von Jiménez Villarejo zu den Vorwahlen von Podemos). Im Wall Street Journal wurde sie als „linke“ Partei mit einer linksradikalen politischen Basis ähnlich wie die von SYRIZA beschrieben, während die Zeitung The Economist behauptete, „[als Ergebnis der Verärgerung der Spanier mit ihren Politikern wegen der hohen Arbeitslosenzahlen und Sparpolitik] hat Spanien sein eigenes Äquivalent [Podemos] der griechischen linksradikalen Partei Syriza geschaffen“.
Die von der Zeitung The New York Times veröffentlichte Analyse definiert Podemos als „Anti-Establishment-Partei, Gegner der Sparpolitik, in Jugendkreisen tiefverankert und internetbasiert“. Der Autor zitiert Thomas Bernd Stehling, Direktor der Konrad-Adenauer-Stiftung für die Region Spanien und Portugal, und behauptet, dass die echte Überraschung nicht der Erfolg von Podemos sei, sondern dass es so lange gedauert habe, bis eine alternative Partei die Enttäuschung und Frustration der Bevölkerung angesichts des Scheiterns der beiden großen traditionellen Parteien zu ihrem Vorteil nutze, wenn es darum geht, Antworten auf die Probleme einer verlorenen Generation zu geben. Vicente Palacio von der Fundación Alternativas, einem progressiven think tank, wies darauf hin, dass Podemos „sehr vorteilhafte Auswirkungen haben könnte, in Sinne einer Regenerierung des spanischen politischen Systems“, wenngleich sie Gefahr laufe, „in Populismus und Demagogie abzugleiten, wie es beispielsweise mit Beppe Grillo und seiner MoVimento 5 Stelle in Italien geschah“. Sowohl The Economist als auch The New York Times bringen den Erfolg von Podemos in Verbindung mit den indignados (den „Empörten“) und der Bewegung Movimiento 15-M. Für die BBC handelt es sich sowohl um eine „linke, gegen die Sparpolitik gerichtete Partei“ als auch populistische Partei.
Die digitale Zeitung Público erwähnte vor der Europawahl, dass die Partei „eine neue Front“ in der linken Landschaft sei. In El País kontrastierte der Schriftsteller und Essayist Jordi Gracia García „maximalistische Forderungen (deren Erfüllung sehr utopisch erscheint)“ mit den „breit mitgetragenen Forderungen der Zivilgesellschaft [wie der] Wiederherstellung des ethischen und sozialen Anstands des Staats durch ein Paket von Gesetzes- und Verfassungsreformen, das die Ausschreitungen und Auslassungen seitens der Parteien und Institutionen unterdrückt und eine Veränderung des herkömmlichen Funktionierens der politischen Macht forciert“. Der Erfolg von Podemos liege in dem „Verlust an Glaubhaftigkeit der politischen Linken“ begründet; Podemos habe Erfolg bei „Angehörigen der Mittelschichten, die im Leben noch keinen Container angezündet haben, die zu alt sind, um über Zäune zu springen, die keine Kapuzenpullis tragen, die sich aber immer ohnmächtiger und voller guter Gründe fühlen“.

## Organisation
Solange noch keine konstituierende Versammlung stattgefunden hatte, organisierte sich Podemos über die so genannten Círculos Podemos (Podemos-Kreise), Arbeitsgruppen, die sowohl geografisch als auch sektorbezogen sein können.
Pablo Iglesias kündigte am 5. Juni 2014 an, dass die konstituierende Versammlung der Partei im Herbst und sehr wahrscheinlich in Madrid stattfinden werde. Er kündigte ebenso an, dass eine Gruppe von 25 Personen für die Vorbereitung der Versammlung verantwortlich sein werde und dass die Kandidaturen dazu geschlossen sein werden, dass aber so viele vollständige Teams kandidieren könnten wie möchten. Sowohl die Mitglieder als auch die nicht registrierten Anhänger sollten wählen dürfen, in einer ähnlichen Art und Weise, wie die Kandidatur für die Europawahl bestimmt wurde. Die Abstimmung über das Organisationsteam fand am 12. und 13. Juni 2014 telematisch statt. Es kandidierten zwei Listen, eine davon mit Pablo Iglesias an der Spitze und eine weitere vom Krankenpflegerkreis vorgeschlagene Liste. Das Verfahren und die Fristen waren allerdings innerhalb der Organisation diskutiert worden.
Auf einem Treffen der Podemos-Kreise in Madrid am 8. Juni 2014 kritisierten die Teilnehmer den geschlossenen Charakter der Kandidaturen sowie den zu kurzfristig anberaumten Termin, der das Aufstellen alternativer Listen verhindert haben soll. Die Wahlen, an denen laut ihren Organisatoren ca. 55.000 Personen teilgenommen haben sollen, ergaben die Liste mit Pablo Iglesias als Spitzenkandidaten mit 86,8 % der Stimmen als Gewinner.
Carlos Monedero zog sich im Mai 2015 wegen Meinungsverschiedenheiten in der politischen Ausrichtung aus der Partei zurück.

## Finanzierung
Podemos benutzte das sogenannte Crowdfunding (Schwarmfinanzierung), um den Wahlkampf für die Europawahl 2014 zu finanzieren. Die Partei erklärte, dass die Kosten des Wahlkampfs etwa bei 150.000 Euro lagen und dass sie keine Bankkredite in Anspruch genommen habe. Deshalb werde sie jetzt nur noch 10 % der Summe, die ihr nach den Regeln der Wahlfinanzierung zustünde (ein Betrag von 1,5 Millionen Euro), empfangen, weil die Subvention nur für die tatsächlich entstandenen Wahlkampfkosten gilt.